# Langenwolschendorf
Langenwolschendorf település Németországban, azon belül Türingiában. Lakosainak száma 823 fő (2023. december 31.).

## Népesség
A település népességének változása:
| Lakosok száma | 865  | 856  | 842  | 830  | 823  |
|               | 2017 | 2019 | 2021 | 2022 | 2023 |